# Errol Tobias
Errol George Tobias (Provincia Occidental del Cabo, 18 de marzo de 1950) es un exjugador sudafricano de rugby que se desempeñaba como centro o apertura.
Es famoso por ser el primer jugador de raza negra en ser convocado a los Springboks en plena era del apartheid.

## Carrera
En el momento de su convocatoria se lo consideró personalmente un tío Tom, un intento de la South African Rugby Union para eliminar el boicot impuesto por la World Rugby y una leve muestra del gobierno de Pieter Botha sobre la participación de negros en la política del país.
Fue invitado a jugar en los Barbarians en 1983.

## Selección nacional
Tobias fue convocado para una serie de dos partidos ante el XV del trébol, debutó el 30 de mayo de 1981 y jugó ambos enfrentamientos como segundo centro. En 1984, año de su retiro, fue convocado a otros cuatro partidos donde fue compañero de Avril Williams, también negro, siendo la única ocasión en que más negros (2) integraron a los Springboks durante el apartheid.
En total jugó seis partidos (victorias en todos) y marcó 22 puntos producto de un try, cuatro penales y tres conversiones.